# Športni park Brajda
Športni park Brajda je že od leta 1933 dom tolminskih nogometašev. Danes je dom nogometnega kluba NK Tolmin. Nahaja se v mestu Tolmin v isto imenski občini.  V letu 1967 je bil v športnem parku izgrajen nov stadion. Športni park Brajda meri 38.787 m2. Park obsega atletski in nogometni stadion, zunanja športna igrišča, teniški igrišči in spremljajoče objekte. Nogometni stadion ima glavno in pomožno nogometno igrišče. Tribuna ima 250 sedežev. Športni kompleks je namenjen šolski športni vzgoji, športni vadbi in tekmovanjem v atletiki, nogometu, malem nogometu, košarki, rokometu, tenisu in odbojki na mivki ter športni rekreaciji. Leta 2014 je bil nogometni stadion na Brajdi posodobljen za potrebe nastopanja članskega moštva v 2. SNL.
Leta 2024 je bil športni park obnovljen. Večnamenskemu stadionu so povečali kapaciteto na 500 sedežev da ustreza normativom za igranje v 2. SNL. 